# Сказки на ночь (фильм, 1964)
«Ска́зки на́ ночь» (англ. Bedtime Story) — кинокомедия режиссёра Ральфа Леви 1964 года. Фильм снят студией Pennebaker Productions по сценарию Стенли Шапиро и Поля Хеннинга, которые также выступили в качестве продюсеров.

## Сюжет
Лоуренс Джеймисон (Дэвид Нивен) — аферист, который выманивает деньги у богатых дам. Ему приходится вступить в поединок с более молодым и наглым соперником Фредди Бенсоном (Марлон Брандо). Небольшой французский курортный городок слишком тесен для двоих проходимцев. С целью выяснить, кто из них лучший, они идут на профессиональный спор. Победитель должен выманить 25 000 долларов у богатой американки Дженет Уокер (Ширли Джонс).

## В ролях
| Актёр          | Роль                                        |
| -------------- | ------------------------------------------- |
| Марлон Брандо  | профессиональный мошенник Фредди Бенсон     |
| Дэвид Нивен    | профессиональный мошенник Лоуренс Джеймисон |
| Ширли Джонс    | Дженет Уокер американка                     |
| Доди Гудмен    | Фанни Юбэнк                                 |
| Арам Стефан    | Андре                                       |
| Парли Баэр     | полковник Уильямс                           |
| Мэри Виндзор   | миссис Саттон                               |
| Ребекка Сэнд   | мисс Трамбл                                 |
| Фрэн Робинсон  | мисс Харрингтон                             |
| Генри Слэйт    | Сэттлер                                     |
| Норман Олден   | Дубин                                       |
| Сюзанна Крамер | Анна                                        |
| Синтия Линн    | Фрида                                       |
| Ильс Тауринс   | Хильда                                      |
| Франсин Йорк   | Джина                                       |

## Художественные особенности
Фильм снят на Французской Ривьере.

## Культурное влияние
В 1988 году режиссёр Фрэнк Оз снял ремейк этой картины с участием Майкла Кейна и Стива Мартина. Фильм получил название «Отпетые мошенники».